# Maura Fabbri
Maura Fabbri (Genova, 2 novembre 1951) è un'ex calciatrice italiana, di ruolo centrocampista.

## Caratteristiche tecniche
Impostata a inizio carriera come terzino, ha poi giocato nel ruolo di mezzala, con buona propensione all'inserimento in zona gol.

## Carriera

### Club

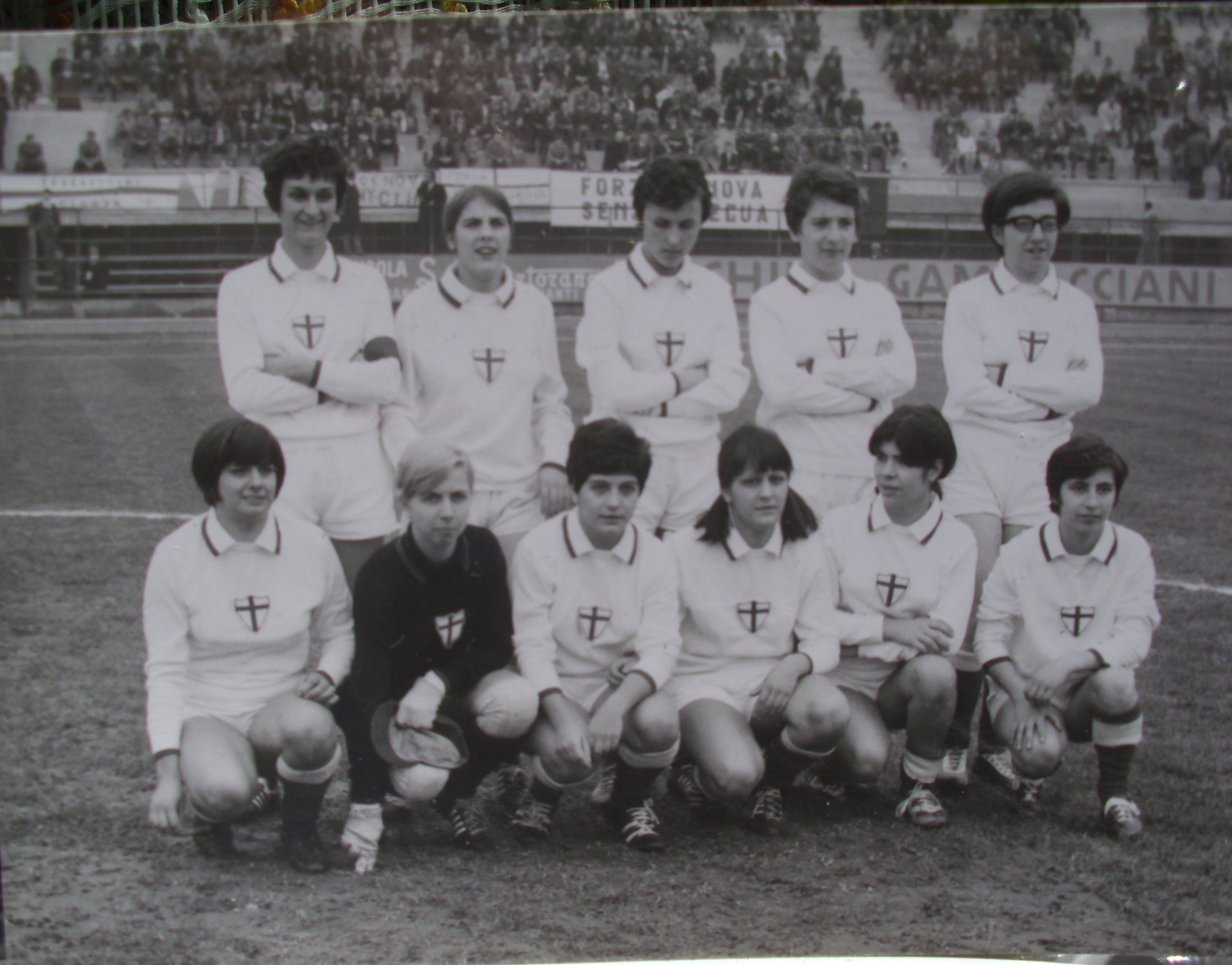
L'A.C.F. Genova campione d'Italia 1968. Maura Fabbri è la seconda in piedi da destra.

Esordisce nel 1968 nel Genova, con il quale vince il primo campionato italiano di calcio femminile organizzato dalla F.I.C.F., e ottiene il secondo posto nel 1969 e nel 1970 realizzando nella terza stagione 6 reti in 22 partite
Nel 1971 viene acquistata dal Piacenza; la Brevetti Gabbiani, sponsor della squadra, le garantisce inoltre un posto di lavoro. Con la squadra piacentina conquista lo scudetto nella stessa annata. Prosegue la carriera con la Falchi Astro di Montecatini Terme, laureandosi nuovamente Campione d'Italia nel 1974. Si ritira a 27 anni, nel 1978, a causa dei numerosi impegni professionali.

### Nazionale
Ha esordito in Nazionale nel 1968, contro la Cecoslovacchia, partecipando poi alla vittoriosa Coppa Europa dell'anno successivo, vinta in finale contro la Danimarca. Resta nel giro delle azzurre fino al 1975, totalizzando 23 presenze e 5 reti.

## Dopo il ritiro
Torna a vivere nel genovese, stabilendosi a Lerici dove apre un negozio e si impegna nella vita politica cittadina. Rimane nel mondo dello sport dilettantistico genovese come allenatrice nei campionati UISP.

## Palmarès

### Club
- Campionato italiano: 3

Genova: 1968
Piacenza: 1971
Falchi Astro: 1974

### Nazionale
- Coppa Europa: 1

1969